# Paskosaari (ö i Södra Savolax, S:t Michel, lat 61,64, long 27,84)
Paskosaari är en ö i Finland. Den ligger i sjön Saimen och i kommunen Sankt Michel i den ekonomiska regionen  S:t Michel och landskapet Södra Savolax, i den södra delen av landet, 220 km nordost om huvudstaden Helsingfors. Öns area är 11,3 hektar och dess största längd är 0,5 kilometer i sydväst-nordöstlig riktning.